# Kongos
Kongos (scris și KONGOS) este o trupă sud-africană, cu sediul în Phoenix, Arizona. Grupul de rock alternativ este format din patru frați: Dylan (voce, chitară bas, chitară solo), Johnny (acordeon, clape, voce), Jesse (baterie, percuție, voce) și Daniel Kongos (chitară, voce).

## Începuturile
Și-au petrecut copilăria în orașul East London, Africa de Sud. Ei compun, înregistrează și cântă în Phoenix, Arizona. Au absolvit liceul Chaparral din Scottsdale, Arizona și au participat la Universitatea de Stat din Arizona. Cei patru sunt fiii artistului John Kongos. Sunt de origine greacă, americană și mexicană și au urmat școala grecească Saheti din Gauteng, Africa de Sud.

## Istoric
Lunatic (2011–2015)
Cel de-al doilea album al trupei, Lunatic, a fost lansat în 2012. Single-ul „I’m Only Joking” a ajuns pe primul loc în diferite topuri din Africa de Sud.
La sfârșitul lui octombrie 2013, trupa a lansat Lunatic în Statele Unite. În 2014, atât „I’m Only Joking” cât și „Come with Me Now”, cea din urmă fiind melodia lor de top, au început să primească o expunere notabilă în Statele Unite, câștigând un impuls în difuzarea la radio și fiind prezentate în reclame de televiziune. „Come with Me Now” s-a vândut în peste 70.000 de exemplare în martie 2014, dar de atunci a fost certificat cu disc de platină de către RIAA, ceea ce înseamnă vânzări de peste un milion de exemplare.
Egomaniac (2016)
Pe 27 martie 2016, Kongos a anunțat prin buletinul lor că al treilea album, Egomaniac, va fi lansat pe 10 iunie 2016 și că primul single, „Take It from Me”, va avea premiera pe 15 aprilie. Pe 28 aprilie 2016, a doua piesă „I Don’t Mind” a fost lansată.
1929 (2019)
Pe 5 februarie 2018, trupa a lansat cel de-al patrulea album, 1929.
1929, Partea I-a fost lansat la 18 ianuarie 2019. 1929, Partea a II-a fost lansat pe 11 octombrie 2019.

## Membri
- Dylan Kongos – voce, chitară bas, chitară solo, clape, programator
- Johnny Kongos – acordeon, clape, programator, voce
- Jesse Kongos – baterie, percuție, programator, voce
- Daniel Kongos – chitară, voce

## Discografie
- Kongos (2007)
- Lunatic (2012)
- Egomaniac (2016)
- 1929, Partea 1 (2019)
- 1929, Partea 2 (2019)